# Pauline Davis-Thompson
Pauline Elaine Davis-Thompson (9 luglio 1966) è un'ex velocista bahamense.

## Biografia
È stata campionessa olimpica dei 200 metri piani a Sydney 2000, nonché campionessa olimpica (2000) e mondiale (1999) nella staffetta 4×100 M. Ha inoltre vinto l'argento ai mondiali di Göteborg 1995 nei 400 metri.
Nell'ottobre del 2007 Marion Jones ammise di aver preso farmaci per migliorare le prestazioni ed è stata spogliata della medaglia d'oro, vinta nei 200 m piani ai Giochi olimpici di Sydney. Successivamente, nel dicembre 2009, il CIO ha deciso di riassegnare le medaglie consegnando a Pauline Davis-Thompson la medaglia d'oro.

## Record nazionali

### Seniores
- 200 metri piani indoor: 22"68 ( Barcellona, 11 marzo 1995)
- Staffetta 4×100 metri: 41"92 ( Siviglia, 29 agosto 1999) (Savatheda Fynes, Chandra Sturrup, Pauline Davis-Thompson, Debbie Ferguson-McKenzie)

## Progressione

### 200 metri piani
| Stagione | Tempo | Luogo             | Data      | Rank. Mond. |
| -------- | ----- | ----------------- | --------- | ----------- |
| 2000     | 22"27 | Sydney            | 28-9-2000 | 3ª          |
| 1999     | 22"64 | Clemson           | 15-5-1999 | 24ª         |
| 1998     | 22"78 | Nassau            | 20-6-1998 | 32ª         |
| 1997     | 23"00 | Villeneuve-d'Ascq | 29-6-1997 | 51ª         |
| 1996     | 22"78 | Zurigo            | 14-8-1996 | 27ª         |
| 1995     | 22"80 | Zurigo            | 16-8-1995 | 13ª         |
| 1994     | 22"52 |                   |           |             |
| 1993     | 22"89 |                   |           |             |
| 1992     | 22"44 | Barcellona        | 3-8-1992  | 10ª         |
| 1991     | 22"73 |                   |           |             |
| 1990     | 22"55 | Zurigo            | 15-8-1992 | 13ª         |
| 1989     | 22"50 |                   |           |             |
| 1988     | 22"67 | Seul              | 29-9-1988 | 21ª         |
| 1987     | 22"49 |                   |           |             |
| 1986     | 22"83 |                   |           |             |
| 1985     | 23"37 |                   |           |             |
| 1984     | 22"97 | Los Angeles       | 8-8-1984  | 26ª         |
| 1983     | 23"57 | Helsinki          | 12-8-1983 |             |

### 400 metri piani
| Stagione | Tempo | Luogo     | Data      | Rank. Mond. |
| -------- | ----- | --------- | --------- | ----------- |
| 1998     | 50"78 | Gateshead | 19-7-1998 | 19ª         |
| 1997     | 50"53 | Atene     | 2-8-1997  | 11ª         |
| 1996     | 49"28 | Atlanta   | 29-7-1996 | 4ª          |
| 1995     | 49"96 | Göteborg  | 8-8-1995  | 3ª          |
| 1994     | 50"46 | Losanna   | 6-7-1994  | 10ª         |

## Palmarès
| Anno | Manifestazione          | Sede        | Evento      | Risultato        | Prestazione | Note                                    |
| ---- | ----------------------- | ----------- | ----------- | ---------------- | ----------- | --------------------------------------- |
| 1983 | Mondiali                | Helsinki    | 100 m piani | Quarti di finale | 11"62       |                                         |
| 1983 | Mondiali                | Helsinki    | 200 m piani | Quarti di finale | 23"64       |                                         |
| 1984 | Giochi olimpici         | Los Angeles | 100 m piani | Semifinale       | 11"70       |                                         |
| 1984 | Giochi olimpici         | Los Angeles | 200 m piani | Semifinale       | 23"02       |                                         |
| 1984 | Giochi olimpici         | Los Angeles | 4×100 m     | 6ª               | 44"18       |                                         |
| 1986 | Giochi CAC              | Santiago    | 100 m piani | Oro              | 11"51       |                                         |
| 1986 | Giochi CAC              | Santiago    | 200 m piani | Oro              | 23"06       |                                         |
| 1987 | Mondiali                | Roma        | 100 m piani | Quarti di finale | 11"64       |                                         |
| 1987 | Mondiali                | Roma        | 200 m piani | Semifinale       | 22"89       |                                         |
| 1988 | Giochi olimpici         | Seul        | 100 m piani | Semifinale       | 11"12       |                                         |
| 1988 | Giochi olimpici         | Seul        | 200 m piani | Semifinale       | 22"67       |                                         |
| 1990 | Giochi del Commonwealth | Auckland    | 100 m piani | Bronzo           | 11"20       |                                         |
| 1990 | Giochi del Commonwealth | Auckland    | 200 m piani | Bronzo           | 23"15       |                                         |
| 1991 | Mondiali indoor         | Siviglia    | 60 m piani  | 5ª               | 7"16        |                                         |
| 1991 | Mondiali indoor         | Siviglia    | 200 m piani | Semifinale       | 23"58       |                                         |
| 1991 | Mondiali                | Tokyo       | 100 m piani | Semifinale       | 11"19       |                                         |
| 1991 | Mondiali                | Tokyo       | 200 m piani | 7ª               | 22"90       |                                         |
| 1992 | Giochi olimpici         | Barcellona  | 100 m piani | Semifinale       | 11"34       |                                         |
| 1992 | Giochi olimpici         | Barcellona  | 200 m piani | Semifinale       | 22"61       |                                         |
| 1993 | Mondiali                | Stoccarda   | 100 m piani | Semifinale       | 11"21       |                                         |
| 1993 | Mondiali                | Stoccarda   | 200 m piani | Semifinale       | 22"94       |                                         |
| 1995 | Mondiali indoor         | Barcellona  | 200 m piani | Argento          | 22"68       |                                         |
| 1995 | Mondiali                | Göteborg    | 400 m piani | Argento          | 49"96       | Miglior prestazione personale           |
| 1995 | Mondiali                | Göteborg    | 4×100 m     | 4ª               | 43"14       |                                         |
| 1996 | Giochi olimpici         | Atlanta     | 400 m piani | 4ª               | 49"28       | Miglior prestazione personale           |
| 1996 | Giochi olimpici         | Atlanta     | 4×100 m     | Argento          | 42"14       |                                         |
| 1997 | Mondiali indoor         | Parigi      | 200 m piani | Semifinale       | 23"04       |                                         |
| 1997 | Mondiali                | Atene       | 200 m piani | Quarti di finale | 23"13       |                                         |
| 1997 | Mondiali                | Atene       | 400 m piani | 7ª               | 50"68       |                                         |
| 1997 | Mondiali                | Atene       | 4×100 m     | 6ª               | 42"77       |                                         |
| 1999 | Mondiali indoor         | Maebashi    | 200 m piani | Bronzo           | 22"70       |                                         |
| 1999 | Mondiali                | Siviglia    | 4×100 m     | Oro              | 41"92       | Miglior prestazione mondiale stagionale |
| 2000 | Giochi olimpici         | Sydney      | 200 m piani | Oro              | 22"27       | Miglior prestazione personale           |
| 2000 | Giochi olimpici         | Sydney      | 4×100 m     | Oro              | 41"95       |                                         |

## Altre competizioni internazionali
1993
- 8ª alla Grand Prix Final ( Londra), 100 m piani - 11"56

1994
- 7ª alla Grand Prix Final ( Parigi), 400 m piani - 51"52

1998
- 8ª alla Grand Prix Final ( Mosca), 400 m piani - 53"83